# Seznam slovenskih dance glasbenikov
Seznam slovenskih dance glasbenikov.

## 0-9
- 2 Alive

## B
- Bastino

## D
- D@D
- DnE

## M
- Maximum
- M Dee J

## L
- Love beat

## P
- Pulsar

## S
- S@Y
- SLO Active
- Slowerk